# Christian Buß
Christian Buß (geboren 1968) ist ein deutscher Kulturjournalist, Film-, Musik- und Literaturkritiker. Er lebt und arbeitet in Hamburg.

## Leben
Buß wurde 1968 geboren. Seit 1988 schreibt er über Popkultur, Film und Fernsehen. Seine Arbeiten erschienen in der Hamburger Morgenpost, Tempo, dem Rolling Stone, der taz, bei Chrismon und in der Berliner Zeitung. Seit 2004 ist er als Autor für Spiegel Online tätig, seit Januar 2011 als Redakteur im Kulturressort mit dem Schwerpunkt Medien und Gesellschaft und seit 2019 als „Redakteur mit besonderer Verantwortung für Fernsehen und Gesellschaft“. Unter anderem erscheinen von Buß regelmäßig Besprechungen zu neuen Tatort-Folgen.
Buß war Mitglied in der Jury Fiktion bei den Grimme-Preisen 2013 und 2016 und Mitglied der First-Steps-Jury 2015.